# Temple protestant de Limoges
Le temple protestant de Limoges est un édifice religieux situé 14 rue de la Réforme à Limoges, en Haute-Vienne. La paroisse est membre de l'Église protestante unie de France.

## Histoire

### Sous l'Ancien Régime
Au XVIe siècle, la reine de Navarre Jeanne d'Albret est également vicomtesse de Limoges. Elle est la fille de Marguerite de Valois-Angoulême, sœur aînée de François Ier favorable aux humanistes et la mère de Henri IV, chef du parti réformé avant d'hériter de la couronne de France, et impose la Réforme protestante dans ses états. En 1572, durant le massacre de la Saint-Barthélemy, le Consul assure la sécurité publique et protège la communauté calviniste, qui forme 10 % de la population. En 1598, Henri IV signe Édit de Nantes, qui accorde la liberté de culte aux protestants. Colin Nouailher, né vers 1514 et mort vers 1588, est un peintre émailleur et miniaturiste protestant, qui exerça à Limoges et représente des scènes d'inspiration religieuse.
En 1654 est élevé un temple au « Four aux Huguenots » situé à la Croix-Mandonnaud, au niveau de l'ancienne maison des religieuses rues de Nazarteh. Après sa destruction durant les dragonnades, les protestants louent une salle faubourg des Arènes. La liberté de culte, révoqué par Louis XIV avec l'Édit de Fontainebleau de 1685 n'est rétablie qu'avec la Révolution française et la Déclaration des droits de l'homme et du citoyen de 1789.

### Depuis la Révolution
Le protestantisme renaît avec l'industrialisation de la ville, notamment les manufactures de porcelaine de Limoges dont Haviland, fondé par Charles Edward Haviland, protestant quaker d'origine américaine. En 1833, l'abbé Lhote, de la commune de Villefavard, à 50 km de Limoges, se convertit au protestantisme et entraîne toute sa paroisse. En 1840, les réformés de Limoges s'installent place Maison-Dieu, puis au 5 de l'actuel cours Bugeaud. Le bâtiment est détruit en 1848, pour construire la gare de Limoges-Bénédictins. 
En 1857, le pasteur Le Savoureux achète un nouveau terrain, et finance la construction d'un nouveau temple grâce aux dons d'Églises étrangères, presbytériennes écossaises et anglaises. L'édifice est inauguré le 6 juin 1858 par le pasteur Edmond de Pressensé.
Pendant la Seconde Guerre mondiale, le pasteur Chaudier défend des réfugiés et porte assistance aux juifs et aux persécutés. À la Libération, il est élu président du comité départemental de la Libération,.